# 600867 Kinghu
600867 Kinghu è un asteroide della fascia principale. Scoperto nel 2007, presenta un'orbita caratterizzata da un semiasse maggiore pari a 2,846637 UA e da un'eccentricità di 0,252443, inclinata di 8,832305° rispetto all'eclittica.